# Bothriochloa bladhii
Bothriochloa bladhii är en gräsart som först beskrevs av Anders Jahan Retzius, och fick sitt nu gällande namn av Stanley Thatcher Blake. Bothriochloa bladhii ingår i släktet Bothriochloa och familjen gräs. Inga underarter finns listade i Catalogue of Life.

## Bildgalleri

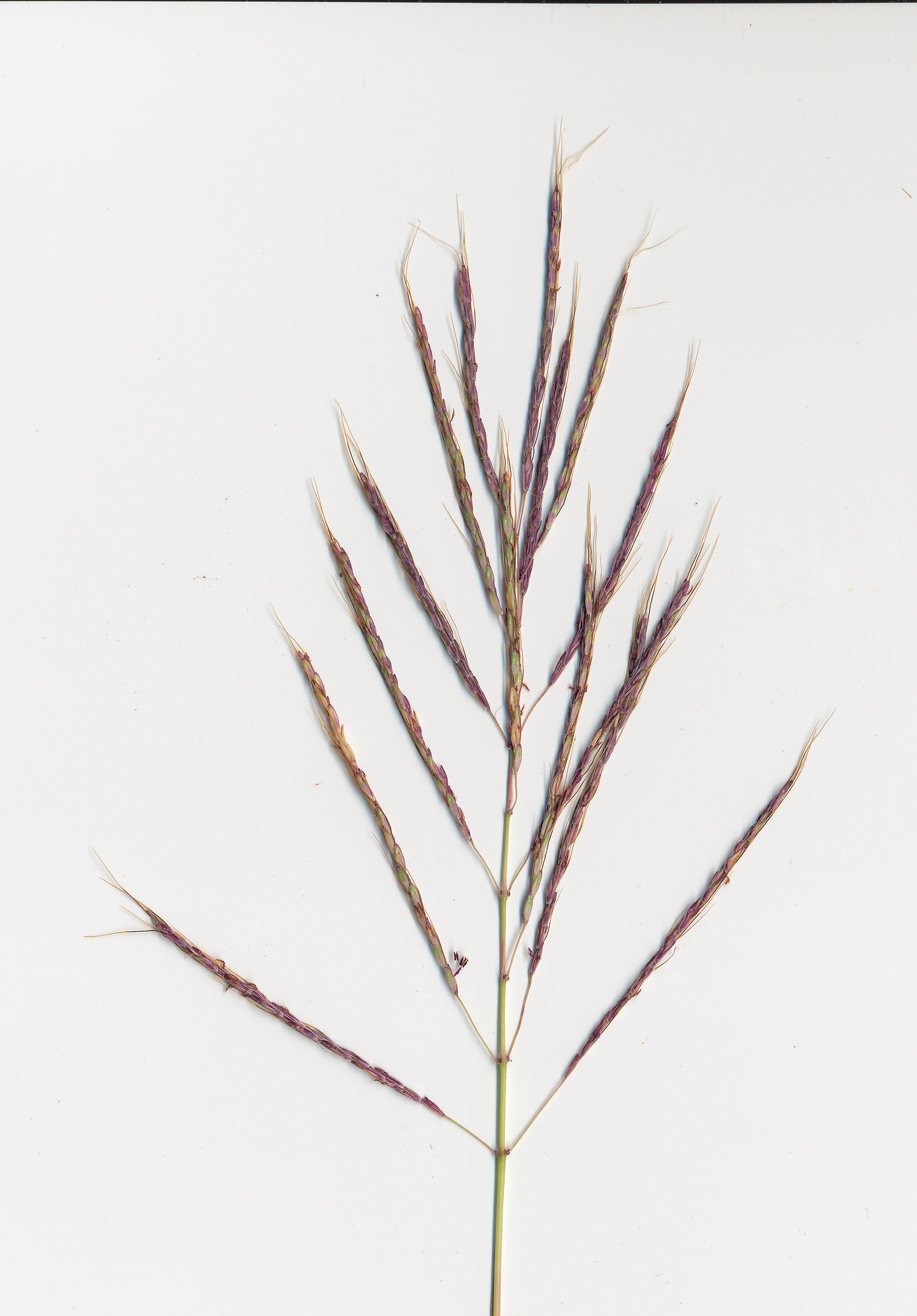
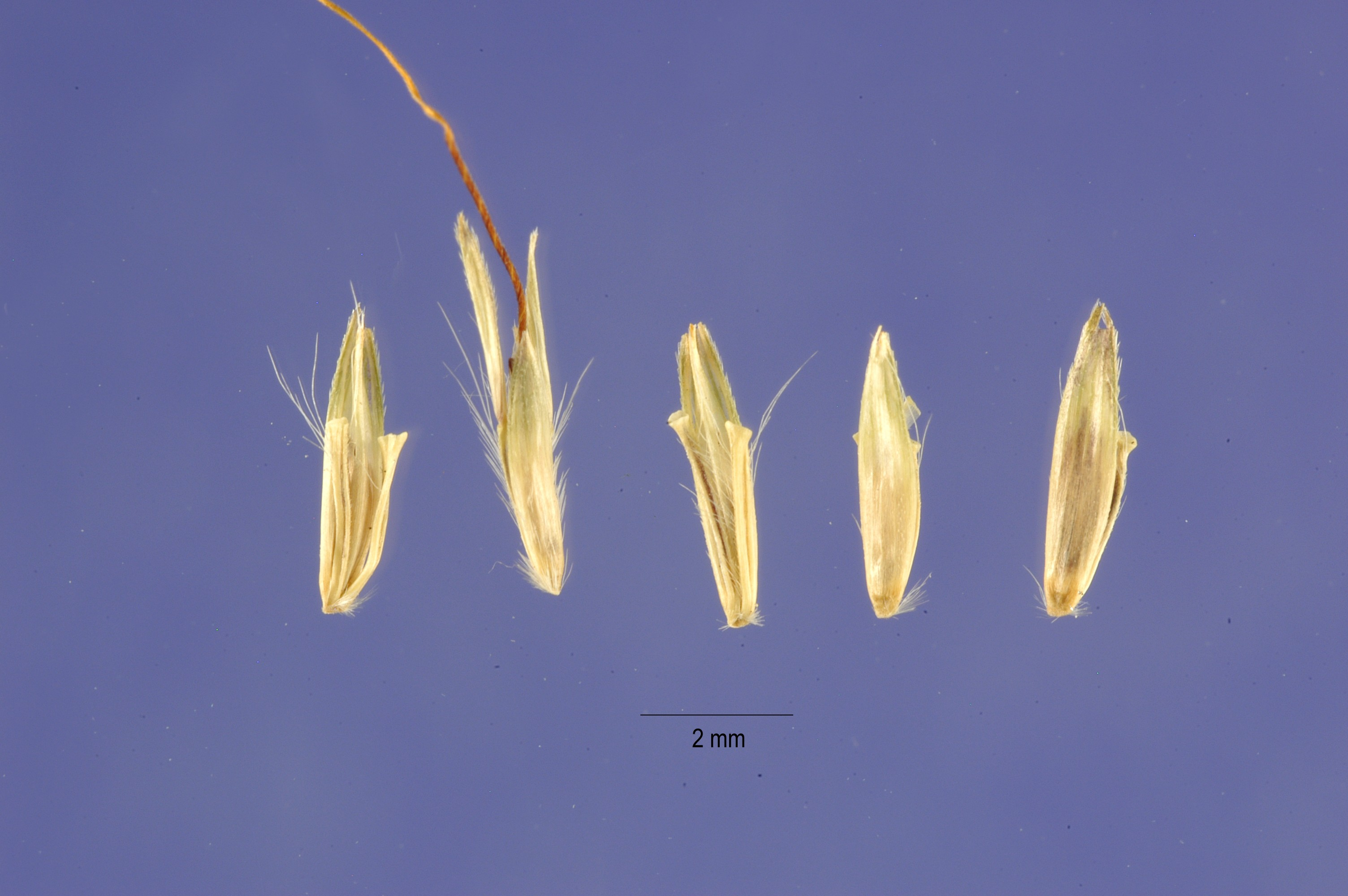
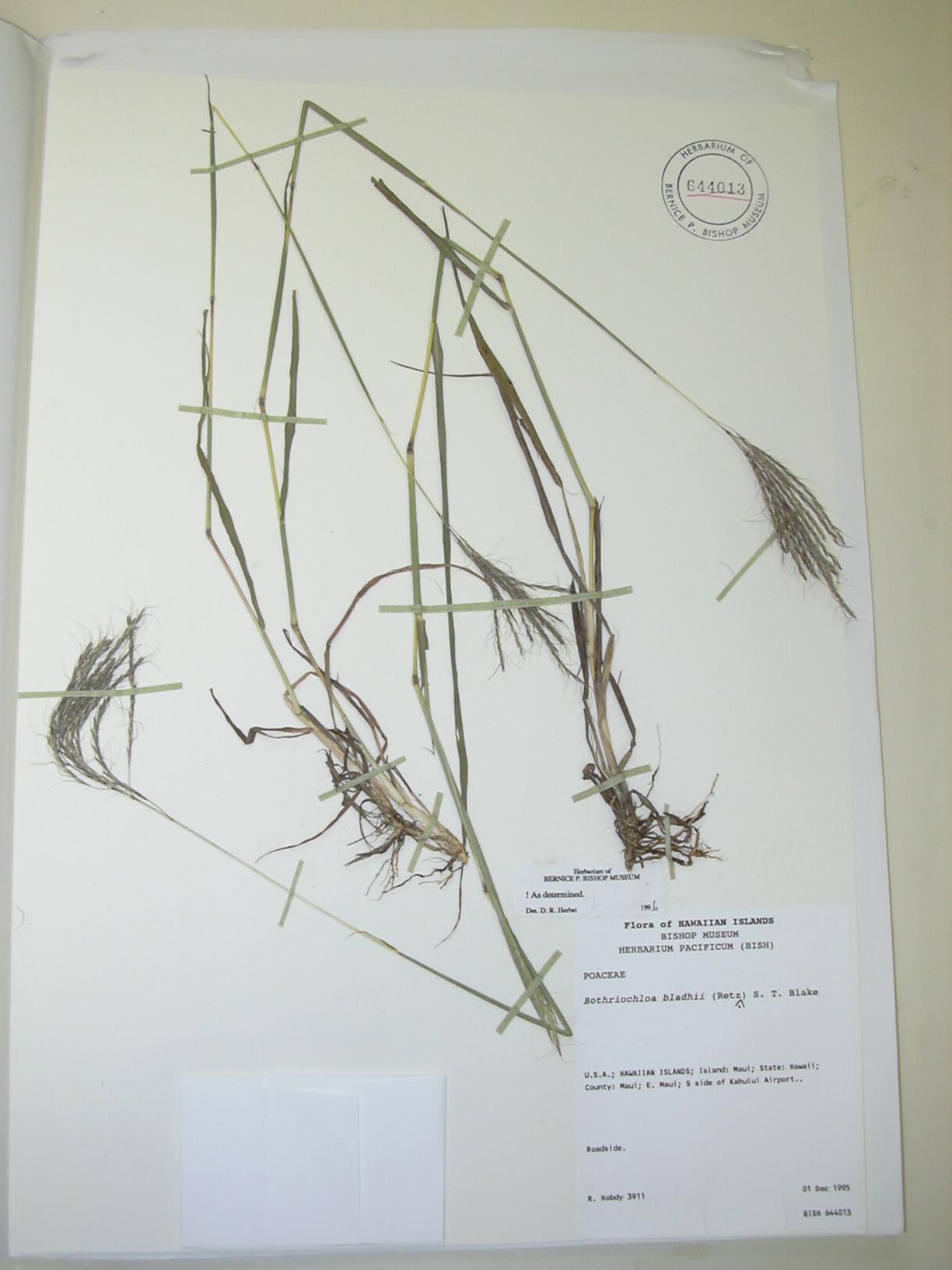
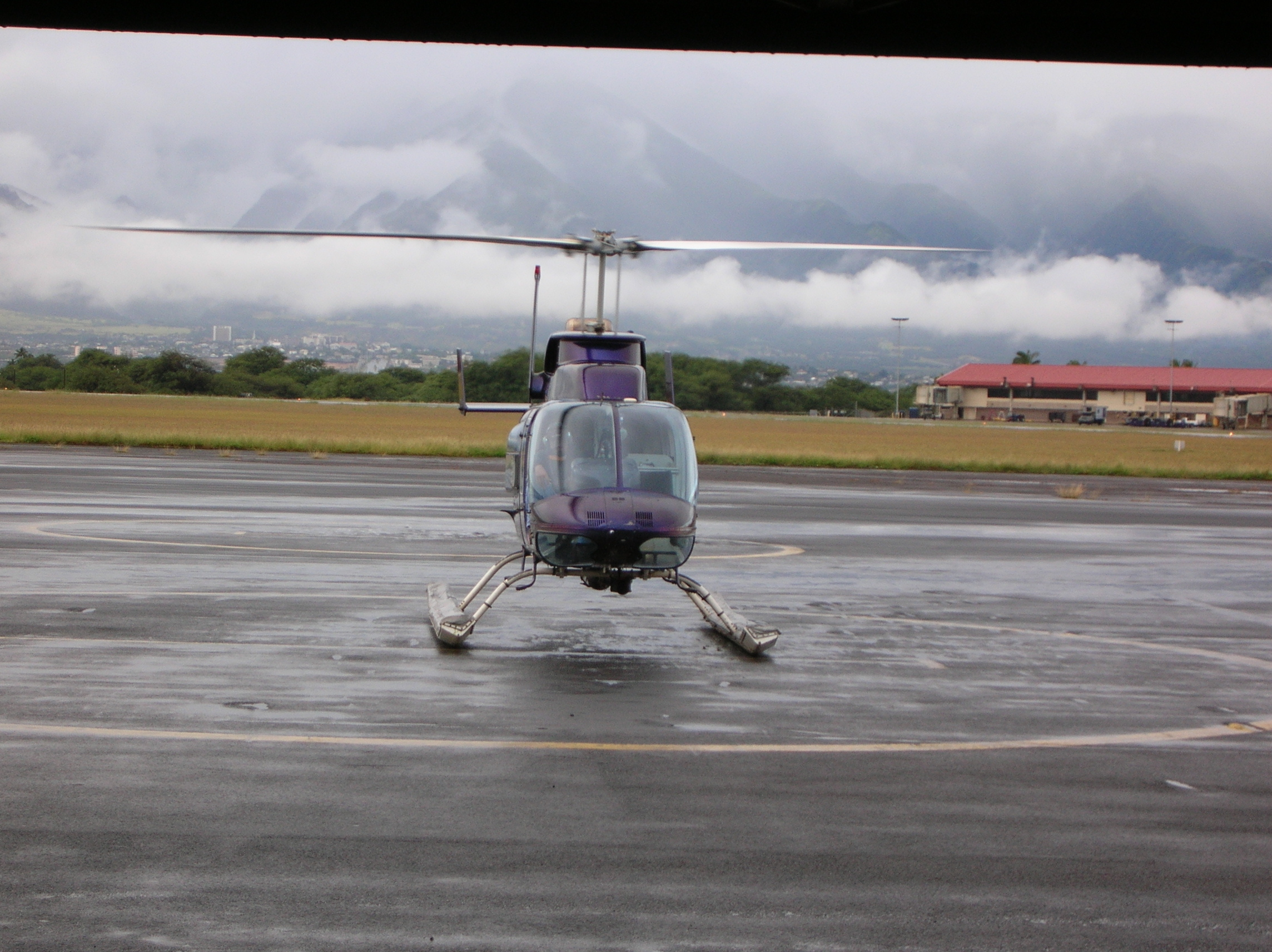